# Terry Holladay
Terry Holladay (* 28. November 1955) ist eine ehemalige US-amerikanische Tennisspielerin.

## Karriere
Sie wuchs in La Jolla auf, wo sie an der La Jolla Highschool ihren Schulabschluss machte. Mit 18 Jahren wurde sie Profispielerin. 1974 gehörte sie zu den vier bestplatzierten Spielerinnen. Während ihrer Tennislaufbahn gewann sie zwei Einzelturniere. Ihre höchsten Weltranglistenpositionen waren im Einzel Platz 39 und im Doppel Platz 54.
Sie hat vier Kinder und wurde nach ihrer Tennislaufbahn Immobilienmaklerin. Im Jahre 2000 überstand sie eine Brustkrebserkrankung.

## Erfolge

### Doppel
| Nr. | Datum         | Turnier    | Kategorie | Belag | Partnerin       | Finalgegnerinnen              | Ergebnis      |
| --- | ------------- | ---------- | --------- | ----- | --------------- | ----------------------------- | ------------- |
| 1.  | 16. Juni 1985 | Birmingham | WTA       | Rasen | Sharon Walsh    | Elise Burgin Alycia Moulton   | 6:4, 5:7, 6:3 |
| 2.  | 20. Juli 1986 | Newport    | WTA       | Rasen | Heather Ludloff | Cammy MacGregor Gretchen Rush | 6:1, 6:7, 6:3 |